# Vinzenz Baillet von Latour
Vinzenz Baillet von Latour (5. října 1848 Štýrský Hradec – 4. prosince 1913 Vídeň) byl rakousko-uherský, respektive předlitavský státní úředník a politik, ministr kultu a vyučování v první vládě Paula Gautsche.

## Biografie
Vystudoval práva v Štýrském Hradci a Innsbrucku. Působil jako právník, od roku 1873 na ministerstvu kultu a vyučování. V roce 1882 se stal radou místodržitelství a referentem zemského školského výboru v Zadaru. V roce 1894 byl jmenován sekčním šéfem na ministerstvu. Byl aktivní v oblasti rozvoje obchodního školství.
Vrchol jeho politické kariéry za první vlády Paula Gautsche, v níž se stal ministrem kultu a vyučování. Funkci zastával v období 30. listopadu 1897 – 5. března 1898.
V roce 1900 byl jmenován členem Panské sněmovny, kde zastupoval pravicový konzervativní proud.
Jeho dědečkem byl rakouský ministr války Theodor Baillet de Latour zabitý povstalci během revoluce v roce 1848.